# تفاعل اتحاد
تفاعل الاتحاد أو تفاعل الضم عبارة عن اتحاد عنصرين لإنتاج مركب أو اتحاد مركبين لإنتاج مركب جديد.
| النوع                    | النموذج             | الناتج                                                                   |
| ------------------------ | ------------------- | ------------------------------------------------------------------------ |
| أ) بين العناصر           | C + O2 → CO2        | الكربون المحترق بالكامل في الأكسجين ينتج عنه ثنائي أكسيد الكربون         |
| ب) بين المركبات          | CaO + H2O → Ca(OH)2 | أكسيد الكالسيوم (الجير) مع الماء يعطي هيدروكسيد الكالسيوم (الجير المطفأ) |
| ج) بين العناصر والمركبات | 2CO + O2 → 2CO2     | يتحد الأكسجين مع أول أكسيد الكربون، ويتشكل ثنائي أكسيد الكربون.          |